# Zorzines lanceolata
Zorzines lanceolata är en fjärilsart som beskrevs av Inoue 1992. Zorzines lanceolata ingår i släktet Zorzines och familjen nattflyn. Inga underarter finns listade i Catalogue of Life.